# Booth Grey
Booth Grey (15 août 1740 - 4 mars 1802) est un homme politique anglais qui siège à la Chambre des communes de 1768 à 1784.

## Biographie
Il est le fils de Harry Grey (4e comte de Stamford), et de sa femme Lady Mary Booth, fille de George Booth (2e comte de Warrington). Il fait ses études au Queens 'College de Cambridge en 1756 et obtient une maîtrise en 1761. Il est l'un des fondateurs du Tarporley Hunt Club en 1762 . Il est élu député de Leicester aux élections générales de 1768 avec son ami Eyre Coote. Il est réélu sans opposition en 1774 et 1780. En 1784, il veut se présenter sur l'arrondissement, mais se retire devant la perspective d'une élection coûteuse et quitte la vie politique . 
Gray épouse Elizabeth Manwaring, fille de Charles Manwaring of Brombrough, Cheshire, et a un fils, Booth et une fille Elizabeth. Il est décédé le 4 mars 1802 . 